# Can Dídac d'Alós d'Isil
Can Dídac d'Alós d'Isil és una casa a Alós d'Isil, al municipi d'Alt Àneu (Pallars Sobirà) inclosa a l'Inventari del Patrimoni Arquitectònic de Catalunya.

## Descripció
Casa pairal situada a la plaça amb façana orientada a l'est, de la qual es conserva poc més de la meitat, recolzada en un mur fort i gruixut que es construí quan s'ensorrà la part septentrional de l'edifici, la qual cosa li dona una silueta molt característica. La planta original era de forma rectangular, amb ras de terra i tres pisos, llosat de pissarra a dues aigües amb àmplia volada que sobresurt sobre la façana, situada en la paret mestre perpendicular al cavall que suporta la coberta. En el mur que delimita la part conservada de la casa, són visibles murs transversals encegats. A la planta baixa s'obre la porta dovellada amb dovelles policromades en roig i blau alternades. A banda i banda d'aquesta s'estenen pedrissos i a la dreta de la porta, sortint, s'obre una petita finestra. Aquesta planta, com és habitual a les cases pallareses, és destinat al bestiar. El primer i segon pis són els destinats a habitació. Al primer pis hi ha una llarga balconada a la que s'obren dues portes. Al segon pis també hi ha dues obertures a la façana, una de les quals té un petit balcó amb una barana de fusta tallada formant calats. El pis superior sota el llosat és destinat a colomar i golfes.